# Eta Piscis Austrini
Eta Piscis Austrini (η Piscis Austrini, förkortat Eta PsA, η PsA) som är stjärnans Bayerbeteckning, är en dubbelstjärna  belägen i den mellersta delen av stjärnbilden Södra fisken. Den har en kombinerad skenbar magnitud på 5,43 och är synlig för blotta ögat där ljusföroreningar ej förekommer. Baserat på parallaxmätning inom Hipparcosuppdraget på ca 4,0 mas, beräknas den befinna sig på ett avstånd på ca 820 ljusår (ca 250 parsek) från solen.

## Egenskaper
Primärstjärnan Eta Piscis Austrini A är en blå till vit stjärna i huvudserien av spektralklass B8 V och en Be-stjärna. Den har massa som är ca 4 gånger större än solens massa, en radie som är ca 9,7 gånger större än solens och utsänder från dess fotosfär ca 604 gånger mera energi än solen vid en effektiv temperatur av ca 11 300 K.
Följeslagaren Eta Piscis Austrini B har en skenbar magnitud på 6,8. År 2000 hade de två komponenterna en vinkelseparation på 1,818 bågsekunder vid en positionsvinkel av 113,4°.